# حجت‌الله سپهوند
حجت‌الله سپهوند (متولد ۱۳۵۱) عکاس ایرانی است. او به‌عنوان یکی از بهترین عکاسان خبری ایران شناخته شده‌است.

## زندگی
او تحصیل‌کرده رشته ادبیات است و عکاسی حرفه‌ای را از سال ۱۳۷۶ در روزنامه جامعه شروع کرده‌است. او تاکنون چند نمایشگاه انفرادی در ایران و کشورهای دیگر برگزار کرده و جنگ آمریکا علیه عراق و افغانستان را به تصویر کشیده‌است.
سپهوند در سال ۹۱ نفر اول جشنواره بین‌المللی عکس اعتیاد دانشجویی شد.

## آثار
- Kaveh Golestan: Recording the Truth in Iran 1950-2003

- چهار نگاه
- مثل خاتمی (مجموعه عکس‌های مربوط به دوره هشت‌ساله ریاست جمهوری سیدمحمد خاتمی)